# CHICA
CHICA is een Nederlands kinderprogramma van de Evangelische Omroep (EO). Het wordt zowel op televisie uitgezonden via NPO Zapp alsook geüpload op YouTube. Tevens wordt er een podcast gemaakt die online te vinden is.

## Het programma
CHICA draait om persoonlijke onderwerpen waar jonge meiden mee te maken kunnen hebben. In het programma dat zowel op televisie als op YouTube wordt gepresenteerd bespreken tienermeiden met presentatrices Anne Appelo, Rachel Rosier en Anne-Mar Zwart hun ervaringen.

## Podcast
Naast de televisieserie is er ook een podcast. Deze wordt gepresenteerd door Anne-Mar Zwart en is te vinden op de website van de EO. In juli 2022 gaf de EO ook een CHICA-blad uit.